# 크레이지 본
크레이지 본 (Krayzie Bone, 본명: Anthony Henderson, 1973년 6월 17일 ~ )는 미국의 힙합 가수이다. 2011년까지 90년대 시작된 유명 힙합 그룹 본 석스-엔-하모니에서 활동했다.